# Pauls Kalniņš
Pauls Kalniņš (n. 3 martie 1872, Vilce Parish⁠(d), gubernia Curlanda⁠(d), Imperiul Rus – d. 26 august 1945, Lustenau⁠(d), Vorarlberg, Austria) a fost un medic și politician leton (din partea Partidului Social-Democrat al Muncitorilor din Letonia, LSDSP), care a îndeplinit o lungă perioadă funcția de președinte al Saeima (1925–1934), a fost unul dintre semnatarii memorandumului Consiliului Central al Letoniei la 17 martie 1944 și a îndeplinit în două rânduri funcția de președinte interimar al Letoniei (1927, 1944–1945).

## Biografie

### Educație
Pauls Kalniņš s-a născut la 3 martie 1872 (după alte surse – 3 aprilie) în parohia Vilce „Mazpečuļos” ca fiu al unui fermier. După ce a absolvit școala parohială locală, a studiat la Gimnaziul din Liepāja, unde a cunoscut viitori oameni de stat precum Miķelis Valters⁠(d) și Jānis Jansons-Brauns. A absolvit cursurile gimnaziului în 1892 și a plecat să studieze științele naturii la Universitatea din Moscova, dar mai târziu s-a transferat la Universitatea din Tartu, unde a studiat medicina și a obținut diploma de medic în 1898. A cunoscut-o pe viitoarea sa soție, Klāra Kalniņa⁠(d), în 1895 și s-a căsătorit cu ea trei ani după aceea.

### Cariera politică
Ca membru al societății literar-științifice a studenților letoni Pīkalkalonia, a fost arestat împreună cu alți membri ai mișcării social-politice letone de stânga Jaunā strāva („Noul Curent”) în anul 1897 și deportat din Letonia până în 1901. A locuit în exil în orașul Žagarė⁠(d) din Lituania. După ce s-a întors în Letonia, a devenit un membru proeminent al Partidului Social-Democrat „Armonia”, participant la Revoluția Rusă din 1905 și colaborator în redacția ziarului Cīņa (acum Neatkarīgā Rīta Avīze). S-a manifestat ca un susținător al orientării nebolșevice a mișcării social-democrate letone. A devenit președinte al Comitetului Central al Partidului Social-Democrat al Muncitorilor din Letonia – LSDSP (1918–1924), membru al Consiliului Poporului din Letonia, membru al Adunării Constituante a Letoniei și al tuturor legislaturilor parlamentului leton Saeima, fiind ales președinte al primelor patru legislaturi ale Saeima (1925–1934). După lovitura de stat a prim-ministrului Kārlis Ulmanis (1934), a fost deținut timp de 4 luni în lagărul de concentrare din Liepāja. Potrivit Constituției Republicii Letonia, în calitate de ultim președinte al Saeima, a fost președinte interimar al țării până la moartea sa. Din acest motiv și din alte motive, în timpul ocupației germane, Kalniņš a fost unul dintre fondatorii Consiliului Central al Letoniei.
Kalniņš a candidat la alegerile prezidențiale din Letonia în 1930⁠(d) și 1933⁠(d), dar a pierdut în ambele ocazii în fața lui Alberts Kviesis⁠(d). A fost decorat cu Ordinul celor Trei Stele clasa I (1927) și clasa a II-a (1926).
După ocuparea statelor baltice, Kalniņš s-a implicat în Consiliul Central al Letoniei, principala mișcare de rezistență politică în timpul celui de-al Doilea Război Mondial, devenind liderul acestuia după arestarea lui Konstantīns Čakste de către Gestapo. În ședința Consiliului Central al Letoniei din 8 septembrie 1944, Pauls Kalniņš a semnat o declarație privind restaurarea statului leton: „Poporul leton a preluat puterea suverană pe teritoriul statului leton eliberat de stăpânirea străină și a restaurat Republica Letonia ca stat suveran. În baza Constituției Republicii Letonia (articolul 52), exercitarea funcției de președinte al statului mi-a revenit mie în calitate de ultim președinte ales legal și până acum autorizat legal al Saeima. În această zi preiau funcția de președinte al statului până la alegerea unui nou președinte al statului în conformitate cu procedura prevăzută în Constituție. [...]”

### Moartea
A emigrat în anul 1944 și a murit la 26 august 1945 în orașul Lustenau⁠(d) (districtul Dornbirn⁠(d), landul Vorarlberg) din Austria ocupată de aliați.
I-au supraviețuit soția sa, Klāra Kalniņa⁠(d), și fiul, Brūno Kalniņš⁠(d), care erau, de asemenea, membri de marcă ai Partidului Social-Democrat al Muncitorilor din Letonia.